# روس سكاي ولوتشابير (دائرة انتخابية في المملكة المتحدة)

روس، سكاي ولوتشابير (بالإنجليزية: Ross, Skye and Lochaber)‏ هي إحدى الدوائر الانتخابية في المملكة المتحدة الممثلة في مجلس العموم في برلمان المملكة المتحدة.
عضو البرلمان الذي يمثلها حالياً هو :Rt Hon Charles Kennedy (LD).